# Vina (Alabama)
Vina é uma cidade  localizada no estado americano de Alabama, no Condado de Franklin.

## Demografia
Segundo o censo americano de 2000, a sua população era de 400 habitantes.
Em 2006, foi estimada uma população de 401, um aumento de 1 (0.3%).

## Geografia
De acordo com o United States Census Bureau, a localidade tem uma área de 10,3 km², sem área coberta por água.

## Localidades na vizinhança
O diagrama seguinte representa as localidades num raio de 24 km ao redor de Vina.